# Kerkhof van Idegem
Het Kerkhof van Idegem is een gemeentelijke begraafplaats in het Belgische dorp Idegem, een deelgemeente van Geraardsbergen. De begraafplaats ligt in het dorpscentrum rond de Sint-Pieters-Bandenkerk. Aan de westgevel van de kerk staat een gedenkteken voor de gesneuvelde dorpsgenoten en burgerlijke slachtoffers van beide wereldoorlogen. Er hangt ook een gedenkplaat voor de franciscaner missionaris Pedro de Gante die in dit dorp geboren is. 

## Britse oorlogsgraf
Aan de zuidelijke zijde van de kerk ligt het graf van de Britse sergeant Albert Edward Major. Hij sneuvelde op 18 mei 1940 tijdens de gevechten tegen het oprukkende Duitse leger.  
Zijn graf wordt onderhouden door de Commonwealth War Graves Commission en is daar geregistreerd onder Idegem Churchyard.